# Leucophora unistriata
Leucophora unistriata är en tvåvingeart som först beskrevs av Zetterstedt 1838.  Leucophora unistriata ingår i släktet Leucophora och familjen blomsterflugor. Arten är reproducerande i Sverige. Inga underarter finns listade i Catalogue of Life.